# Hedotettix
Hedotettix är ett släkte av insekter. Hedotettix ingår i familjen torngräshoppor.

## Dottertaxa tillHedotettix, i alfabetisk ordning[1]
- Hedotettix affinis
- Hedotettix albipalpulus
- Hedotettix alienus
- Hedotettix angustatus
- Hedotettix angustifrons
- Hedotettix angustivertex
- Hedotettix antennatus
- Hedotettix attenuatus
- Hedotettix bivalvatus
- Hedotettix brachynota
- Hedotettix brevipennis
- Hedotettix coactus
- Hedotettix costatus
- Hedotettix crassipes
- Hedotettix cristitergus
- Hedotettix equestris
- Hedotettix gracilis
- Hedotettix granulatus
- Hedotettix grossivalva
- Hedotettix grossus
- Hedotettix guangdongensis
- Hedotettix guibelondoi
- Hedotettix interrupta
- Hedotettix latifemuroides
- Hedotettix latifemurus
- Hedotettix lineiferum
- Hedotettix notatus
- Hedotettix plana
- Hedotettix puellus
- Hedotettix pulchellus
- Hedotettix punctatus
- Hedotettix quadriplagiata
- Hedotettix rusticus
- Hedotettix shangiensis
- Hedotettix sobrinus
- Hedotettix strictivertex
- Hedotettix tschoffeni
- Hedotettix xueshanensis